# Gomerina
Gomerina is een geslacht van kevers uit de familie van de loopkevers (Carabidae). De wetenschappelijke naam van het geslacht is voor het eerst geldig gepubliceerd in 1940 door Bolivar y Pieltain.

## Soorten
Het geslacht Gomerina omvat de volgende soorten:
- Gomerina calathiformis Wollaston, 1865
- Gomerina nitidicollis Harold Lindberg, 1953